# Canton de Quesnoy-sur-Deûle
Le canton de Quesnoy-sur-Deûle est un ancien canton français, situé dans le département du Nord et la région Nord-Pas-de-Calais.

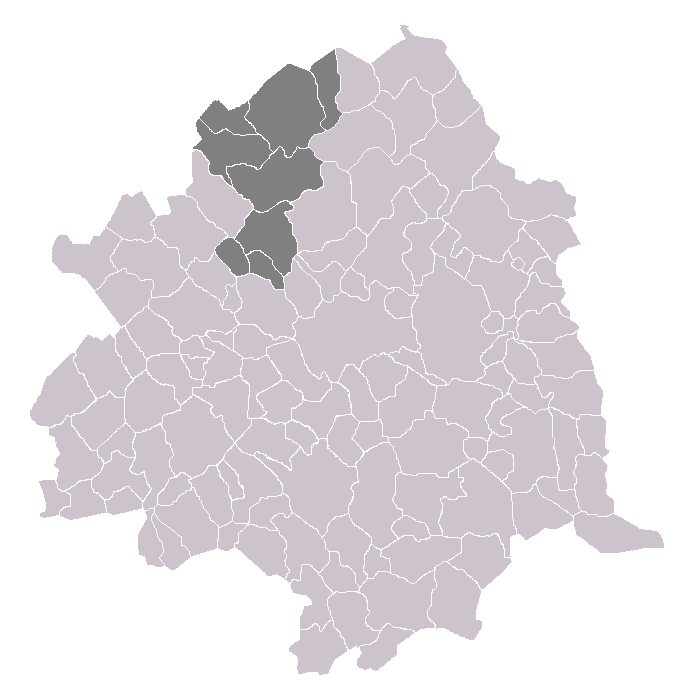
Canton de Quesnoy-sur-Deûle dans l'arrondissement de Lille

## Composition
Le canton de Quesnoy-sur-Deûle regroupait les communes suivantes :
| Nom                           | Code Insee | Codepostal | Superficie (km2) | Population (dernière pop. légale) | Densité (hab./km2) |
| ----------------------------- | ---------- | ---------- | ---------------- | --------------------------------- | ------------------ |
| Quesnoy-sur-Deûle (chef-lieu) | 59482      | 59890      | 14,36            | 6 969 (2012)                      | 485                |
| Comines                       | 59152      | 59560      | 16,02            | 12 787 (2012)                     | 798                |
| Deûlémont                     | 59173      | 59890      | 9,94             | 1 684 (2012)                      | 169                |
| Lompret                       | 59356      | 59840      | 3,10             | 2 300 (2012)                      | 742                |
| Pérenchies                    | 59457      | 59840      | 3,03             | 8 289 (2012)                      | 2 736              |
| Verlinghem                    | 59611      | 59237      | 10,08            | 2 330 (2012)                      | 231                |
| Warneton                      | 59643      | 59560      | 4,17             | 224 (2012)                        | 54                 |
| Wervicq-Sud                   | 59656      | 59117      | 5,09             | 5 005 (2012)                      | 983                |

## Histoire: conseillers généraux de 1833 à 2015
- De 1833 à 1848, les cantons d'Armentières et de Quesnoy-sur-Deûle avaient le même conseiller général. Le nombre de conseillers généraux était limité à 30 par département[1].

| Date d'élection        | Identité                    | Parti          | Qualité |
| ---------------------- | --------------------------- | -------------- | --- |
| 1833-1858 (décès)      | Louis Joseph Défontaine     |                | Ancien magistrat, notaire royal, propriétaire Conseiller municipal de Lille                                                                         |
| 1858-1880              | Louis Bernard Desrousseaux  | Droite         | Propriétaire, notaire, juge honoraire à Lille |
| 1880-1887 (annulation) | Augustin Meurillon          | Droite         | Notaire à Comines |
| 1887-1904              | Florent Bonduel (d)         | Rad.           | Propriétaire à Lille, ancien conseiller d'arrondissement                                                                                            |
| 1904-1919              | Alix Ghestem                | Libéral        | Agriculteur, maire de Verlinghem |
| 1919-1927 (décès)      | Louis Claro                 | Radical modéré | Fabricant de toiles Maire de Deûlémont (1919-1927)                                                                                                  |
| 1928-1940              | Pierre Meurillon            | RG             | Notaire Maire de Comines (1925-1944) Membre de la Commission administrative départementale (1940-1943) Nommé conseiller départemental en 1943       |
|                        |                             |                | |
| 1945-1951              | Jean Ledoux (1909-1999)     | MRP            | Médecin à Comines |
| 1951-1963 (décès)      | Joseph Polet (1899-1963)    | MRP            | Employé de commerce Maire de Pérenchies (1947-1963)                                                                                                 |
| 30 mars 1963-1970      | André Montaigne (1913-1999) | MRP puis DVD   | Cultivateur Maire de Comines (1970-1971) |
| 1970-1991 (décès)      | Jacques Houssin (père)      | dvd puis RPR   | Ingénieur agronome Député (1990-1991) Maire de Verlinghem                                                                                           |
| 1991-2001              | Henri Ségard                | dvd            | Pharmacien Maire de Comines (1989-2006) |
| 2001-2015              | Jacques Houssin (fils)      | UMP            | Hôtelier Député (2004-2005) et (2007-2010) Maire de Verlinghem Suppléant du député Marc-Philippe Daubresse Elu en 2015 dans le Canton de Lambersart |

### Conseillers d'arrondissement (de 1833 à 1940)
| Période                                  | Période | Identité                                   | Étiquette                     | Qualité |
| ---------------------------------------- | ------- | ------------------------------------------ | ----------------------------- | --- |
| 1833                                     | 1845    | Louis Charles Joseph Lambin (1790-1861)    |                               | Notaire, maire de Comines (1821-1861)                                                                       |
| 1845                                     | 1848    | Charles Anselme Constantin Frétin-Vrambout |                               | Propriétaire, maire de Quesnoy-sur-Deûle                                                                    |
|                                          |         |                                            |                               | |
|                                          | 1880    | Florent Bonduel                            | Républicain                   | Propriétaire à Lille                                                                                        |
| 1880                                     | 1901    | Charles Bodé                               | Conservateur Action française | Distillateur, maire de Quesnoy-sur-Deûle                                                                    |
| 1901                                     | 1904    | Alix Ghestem (1860-1939)                   | Libéral                       | Agriculteur, maire de Verlinghem                                                                            |
| 25 septembre 1904                        | 1907    | Louis Lambin                               | Libéral                       | Industriel à Quesnoy-sur-Deûle                                                                              |
| 1907                                     | 1913    | César Schoutteten (1842-1948)              | Libéral                       | Fabricant de rubans à Comines                                                                               |
| 1913                                     | 1919    | Louis Claro (1880-1927)                    | Républicain                   | Fabricant de toiles, maire de Deûlémont (1919-1927)                                                         |
| 1919                                     | 1925    | Désiré Grimonpont                          | Républicain                   | Cultivateur, conseiller municipal de Comines                                                                |
| 1925                                     | 1937    | Jules Lesaffre-Desplanques (1864-1943)     | FR                            | Exploitant agricole à Comines                                                                               |
| 1937                                     | 1940    | Robert Vanrullen (1896-?)                  | Radical                       | Maire de Wervicq-Sud                                                                                        |
| 1940                                     |         |                                            |                               | Les conseils d'arrondissement ont été suspendus par la loi du 12 octobre 1940 et n'ont jamais été réactivés |
| Les données manquantes sont à compléter. |         |                                            |                               | |

## Démographie
| 1962   | 1968   | 1975   | 1982   | 1990   | 1999   | 2006   | 2011   | 2012   |
| ------ | ------ | ------ | ------ | ------ | ------ | ------ | ------ | ------ |
| 24 226 | 27 044 | 30 366 | 32 599 | 34 211 | 36 633 | 37 793 | 39 335 | 39 588 |